# Ivarsholmen, Pyttis
Ivarsholmen, finska: Iivarinsaari, är en ö i Finland. Den ligger i sjön Getträsket och i kommunen Pyttis i den ekonomiska regionen  Kotka-Fredrikshamn  och landskapet Kymmenedalen, i den södra delen av landet, 100 km öster om huvudstaden Helsingfors. Öns area är 46,5 hektar och dess största längd är 1,1 kilometer i nord-sydlig riktning.